# Acridocarpus camerunensis
Espèce
Classification phylogénétique
Acridocarpus camerunensis est une espèce de plantes à fleurs de la famille des Malpighiaceae. C'est une liane présente au Gabon et au Cameroun. Elle a été décrite par le botaniste allemand Franz Josef Niedenzu en 1915.

## Description
L'Acridocarpus camerunensis est une liane aux rameaux vêtus de poils courts, feuilles penninerves et aux stipules absentes.

## Habitat
Assez rare, cette espèce pousse principalement dans le biome tropical humide. Elle n'a été observée que sur quelques sites, dans deux pays, au Gabon (dont parc national de la Lopé) et au sud du Cameroun (dont parc national de Campo-Ma'an).